# O Jesus, än de dina
O Jesus, än de dina är en nattvardspsalm av Frans Michael Franzén som publicerades första gången i Franzéns och Johan Olof Wallins "Prov-psalmer" 1812 och i en bearbetad version 1817. 
Melodin är i 6/4, D-dur och är en tysk folkvisa, känd från Köpenhamn 1569.

## Publicerad i
- 1819 års psalmbok som nr 150 under rubriken "Nådens medel: Sakramenten: Nattvarden".
- Sionstoner 1935 som nr 263 under rubriken "Nådens medel: Nattvarden".
- 1937 års psalmbok som nr 187 under rubriken "Nattvarden".
- Psalmer för bruk vid krigsmakten 1961 som nr 187 verserna 1-3.
- Den svenska psalmboken 1986 som nr 70 under rubriken "Nattvarden".
- Finlandssvenska psalmboken 1986 som nr 219 under rubriken "Nattvarden".
- Lova Herren 1988 som nr 233 under rubriken "Nattvarden".